# Marleen Veldhuis
Magdalena Johanna Maria Veldhuis; znana jako Marleen Veldhuis (ur. 29 czerwca 1979 w Borne) – holenderska pływaczka specjalizująca się krótkich dystansach, złota, srebrna i brązowa medalistka olimpijska, wielokrotna medalistka mistrzostw świata i Europy, rekordzistka świata.
Największym sukcesem pływaczki jest złoty medal igrzysk olimpijskich w Pekinie w wyścigu sztafetowym na dystansie 4 x 100 m stylem dowolnym. Holenderka płynęła wówczas w finale razem z Inge Dekker, Ranomi Kromowidjojo i Femke Heemskerk osiągając czas 3:33.76 min. Cztery lata wcześniej podczas igrzysk olimpijskich w Atenach zdobyła brązowy medal olimpijski w tej konkurencji. Jest sześciokrotną medalistką mistrzostw świata i jedenastokrotną mistrzostw Europy na dużym basenie. Medale i tytuły osiągała również na basenie 25 m (sześć tytułów MŚ i siedemnastokrotne mistrzostwo w ME).

## Rekordy świata
| Data             | Miejsce   | Konkurencja            | Rezultat | Status                             |
| ---------------- | --------- | ---------------------- | -------- | ---------------------------------- |
| 24 marca 2008    | Eindhoven | 50 m stylem dowolnym   | 24,09 s  | do 29 marca 2008 Libby Trickett    |
| 19 kwietnia 2009 | Amsterdam | 50 m stylem dowolnym   | 23,96 s  | do 2 sierpnia 2009 Britta Steffen  |
| 19 kwietnia 2009 | Amsterdam | 50 m stylem motylkowym | 25,33 s  | do 31 lipca 2009                   |
| 31 lipca 2009    | Rzym      | 50 m stylem motylkowym | 25,28 s  | do 31 lipca 2009 Therese Alshammar |

## Wyróżnienia
- 2007: najlepsza sportsmenka w Holandii